# Phrosyne viridis
Phrosyne viridis là một loài bọ cánh cứng trong họ Cerambycidae.